# 馬蒙·伊本·穆罕默德
阿布勒-阿里·馬蒙·伊本·穆罕默德（Abu'l-Ali Ma'mun ibn Muhammad；？—997年），中亞馬蒙王朝奠基人，花剌子模統治者。
他原本是薩曼王朝駐烏爾根奇總督，在995年入侵南方阿夫里格王朝，罷免他們最後一任國王，建立自己的王國。
他死於997年，由兒子阿布·哈桑·阿里繼位。